# Herbert M. Shelton
Pour les articles homonymes, voir Shelton.
Herbert Macgolfin Shelton, né le 6 octobre 1895 et mort le 1er janvier 1985, est un éducateur de santé aux États-Unis, végétarien et défenseur des régimes de nourriture élémentaire et crue ainsi que du jeûne thérapeutique comme moyen d'autoguérison. Il est désigné par le Parti des végétariens américain pour concourir à la présidentielle des États-Unis en 1956.
Considéré comme le père des associations alimentaires, il est le fondateur de l'hygiénisme (à ne pas confondre avec l'hygiénisme en architecture), une médecine non conventionnelle qui prône l'autoguérison, le crudivorisme et le jeûne.
Après sa mort, ses successeurs perpétuent son œuvre qui continue à être propagée à travers le monde. Certains de ses livres, tels que Le Jeûne et Les Combinaisons alimentaires, sont devenus des classiques en naturopathie.

## Alimentation
Pour Herbert Shelton, l'alimentation idéale de l'être humain est identique à celle du singe anthropoïde, dont la constitution anatomique est semblable à celles des êtres humains. Cette alimentation est constituée en très grande majorité de fruits frais, de noix diverses, de légumes racines et de pousses vertes, consommés crus.
Selon Shelton, le mieux est de se rapprocher autant que possible de ce type d'alimentation.
Shelton ajoute une recommandation spécifique : il préconise de dissocier les prises alimentaires, c'est-à-dire de ne pas mélanger des types différents d'aliments au cours du même repas. Il distingue par exemple les aliments « protéinés », c'est-à-dire qui contiennent des quantités non négligeables de protéines, comme les noix ; et il conseille de ne pas consommer ces aliments protéinés avec des aliments sucrés comme les fruits ou les féculents. Il établit différentes catégories de fruits, qui ne doivent pas être consommés ensemble, il conseille de consommer le melon toujours seul, etc.
Shelton fait aussi intervenir le temps de digestion dans sa vision de l'alimentation dissociée : ainsi, par exemple, il conseille après un repas de fruits d'attendre au moins deux heures avant de consommer des protéines, des féculents, ou des légumes.
D'autre part, Shelton conseille d'éviter les produits laitiers, si possible. Et sinon, ceux-ci doivent être consommés seuls.
Une autre des caractéristiques essentielles de l'hygiène prônée par Herbert Shelton est le jeûne. Déjà, dans sa jeunesse, il observait que les animaux jeûnaient lorsqu'ils étaient malades. Et plus tard, il aura largement l'occasion d'en étudier les effets sur l'être humain, puisqu'il a supervisé plus de 30 000 jeûnes au cours de sa vie.

## Concours à la présidentielle des États-Unis
En 1956, Herbert Macgolfin Shelton est désigné par le Parti végétarien américain (en) pour concourir à la présidentielle des États-Unis (la présence de communautés végétariennes est ancienne en Amérique du Nord, souvent en liens avec des mouvements religieux d'indépendance et de liberté de conscience).

## Biographie chronologique
- 1895 : Né prématurément à Wylie au Texas le 6 octobre après sept mois de grossesse, il ne pesait que 3 lb (1,4 kg). Dès son jeune âge, vivant dans une ferme, il était intrigué par les animaux de ferme qui refusaient de s'alimenter lorsqu'ils étaient malades.
- 1911 : Il commence à être influencé par les écrits de Bernarr McFadden, un chercheur en santé.
- 1917 : Il est emprisonné pour avoir manifesté pour la non-violence. Shelton était pacifiste.
- 1919 : Il étudie à l'Université Mc Fadden (Chicago)
- 1921 : Il se marie avec Ida Pape qui avait alors 21 ans. Il se déplace à New York pour intégrer l'American School of Chiropractic. Il étudie donc la chiropraxie mais obtiendra d'abord son diplôme de Docteur en naturopathie (N.D.).
- 1922 : Il termine son cursus et obtient un diplôme supplémentaire de Docteur en Chiropraxie. Il publie son premier livre, Fundamentals of Nature Cure[réf. nécessaire]. Il poursuivra des études supérieures à l'Université en Illinois.
- 1925 : Shelton commence à écrire dans un périodique publié par McFadden et tiré à un million d'exemplaires.
- 1927 : Il étudie en philosophie et est emprisonné pour pratique médicale sans permis ; il formule sa défense en ces termes : «Je donne des conseils aux gens sur comment vivre, comment manger, comment dormir, je ne pratique pas la médecine.» Cette même année, il est emprisonné une seconde fois, pour le motif de pratique illégale de la médecine.
- 1928 : Il ouvre sept École de Santé (Health School) où les gens sont suivis au cours de leur jeûne.
- 1931 : Il publie un 9e livre, donne des conférences dans les Universités, ce qu'il fit pendant plus de 20 ans. Il est demandé et devient populaire[réf. nécessaire].
- 1932 : Shelton a sa propre émission de radio[7] sur la santé Hygiénisme et le jeûne. De nouveau emprisonné, il jeûne et écrit[8].
- 1934-35 : Il publie sept nouveaux livres.
- 1939 : Il lance une revue mensuelle sur l'hygiénisme[réf. nécessaire].
- 1942 : Shelton est poursuivi pour le décès d'un patient mais la plainte est abandonnée[réf. nécessaire].
- 1943 : Mahatma Gandhi, inspiré par le travail de Shelton, l'invite à aller étudier en Inde pour six ans. Cependant, en raison de la Seconde Guerre mondiale, ce projet est abandonné.
 Gandhi fit plusieurs jeûnes, guidé par les écrits de Shelton. Il fit 17 jeûnes dans sa vie.
- 1945 : Un accident malheureux causé par une ruade d'un cheval lui fait perdre plusieurs dents qui tombent sur une longue période de temps. Cela lui cause des problèmes d'alimentation, puisqu'il ne pouvait plus mastiquer convenablement.
- 1947 : Shelton et son épouse travaillent à superviser des jeûneurs dans leurs cliniques de santé École de Santé. Dans les années 40 et 50 le Dr Shelton est souvent arrêté, incarcéré. Pourtant, il persévère et accompagne des milliers de jeûnes.
- 1949 : de nombreuses maisons de jeûne sont déployées à travers les États-Unis. Dr Shelton en est le président.
- 1959 : Une compagnie de maïs fait un don de 50 000 $ (somme importante pour l'époque) pour la construction d'une nouvelle École de Santé pouvant accueillir 40 jeûneurs. Herbert M. Shelton a maintenant 64 ans, il a supervisé 30 000 jeûneurs depuis le début de sa carrière et publié 30 livres et livrets. Il est à ce moment reconnu mondialement pour ses travaux révolutionnaires dans le domaine de la santé.
- 1965 : Une collaboratrice du Dr Shelton, V. Vetrano, obtient son doctorat en médecine.
- 1974 : Il écrit son dernier livre sur le jeûne mais continue tout de même à écrire jusqu'en 1980 pour la revue hygiéniste.
- 1975 : Un projet d'université hygiéniste est avorté après de lourdes pertes financières[réf. nécessaire].
- 1978 : Shelton doit faire face au scandale suivant : un homme de 49 ans, qui devait subir une colostomie et une iléostomie avec port d'un sac pour ses fèces, décide de jeûner dans une clinique du Dr Shelton. Une demande est faite pour que l'homme soit transféré à l'hôpital où il meurt d'une crise cardiaque. L'épouse de cet homme poursuit Shelton pour 890 000 $.
- 1983 : Shelton est condamné à verser 890 000 $ à la veuve de cet homme. Cela crée de grands bouleversements à l'École de Santé. Il doit vendre une bonne partie de ses actifs pour payer.
- 1985 : Le Dr Shelton décède à l'âge de 89 ans.

### Publications de Shelton
- Living Life to Live it Longer: A Study in Orthobionomics, Orthopathy and Healthful Living. Oklahoma City, Kessinger Publishing, 1926.  (ISBN 0-7661-8568-0), (OCLC 7487100).
- The Hygienic Care of Children. San Antonio, Texas, Dr. Shelton's Health School.  (ISBN 0-686-97975-3)[9].
- Natural Hygiene: Man's Pristine Way Of Life. San Antonio, Texas, Dr. Shelton's Health School.  (ISBN 1-4065-0019-4)[10].
- The Hygienic System: Vol VI Orthopathy. San Antonio, Texas, Dr. Shelton's Health School, c. 1988[11].
- The Hygienic System: Fasting and Sun Bathing, Vol. III: Fasting and Sun Bathing for Healing Disease.. San Antonio, Texas, self-published. (OCLC 8413951)[12].
- The Hygienic System, Vol. II: Food and Diet. San Antonio, Texas, Library of New Atlantis.  (ISBN 1-57179-415-8), (OCLC 32372334)[13].

### Livres sur Shelton
- Shelton, Herbert M. Natural Hygiene: Man's Pristine Way of Life. Library of New Atlantis, Incorporated UPC/  (ISBN 1-57179-407-7) (février 2003).
- Shelton, Herbert M. Food and Feeding. Kessinger Publishing Company  (ISBN 0-7661-4590-5) (janvier 2003).
- Shelton, Herbert M. Natural Hygiene: Man's Pristine Way of Life. Library of New Atlantis, Incorporated. UPC  (ISBN 1-57179-408-5). (février 2002).
- Shelton, Herbert M. et al. The Virgin Birth: The Famous Debate Between Herbert M. Shelton and George R. Clements. Health Research. UPC/  (ISBN 0-7873-1173-1) (janvier 1998).
- (en) Herbert Shelton et al., Human life, its philosophy and laws an exposition of the principles and practices of orthopathy, Kila, Mont, Kessinger, janvier 1996 (ISBN 1-56459-714-8)
- Shelton, Herbert M. et al., Getting Well. Health Research. UPC/  (ISBN 0-7873-0778-5) (June 1993).
- (en) Herbert Shelton et al., The Virgin Birth, Life Science Institute UPC, 1991 (ISBN 0-88697-234-5).
- Herbert Shelton et al. (trad. Pierre Normandeau), Prévenir et guérir avec la voie hygiéniste, Montréal, Éditions du Roseau, 1985 (ISBN 2-920083-12-0).